# Askanian
L'Askanian (ukrainien : Асканійський) est une race de moutons domestiqués en Ukraine. Il est élevé pour sa laine. Il a été développé par un croisement entre un Mérinos de Rambouillet avec un Mérinos.

## Caractéristiques
Les deux sexes sont blancs et unicolores. Les béliers ont des cornes et les brebis peuvent en avoir ou ne pas en avoir. En moyenne, les béliers pèsent 115 kilos et les brebis 61 kilos. Ils mesurent en moyenne 69 centimètres au garrot à maturité. Ils ont environ 1,27 agneau par portée. En 1980, ils étaient à peu près 1,6 million d'individus.